# Teledoce
Teledoce je uruguayská bezplatná televizní stanice vlastněná společností Grupo Disco. Začala vysílat 2. května 1962.